# Porte Bergère du Dorat
La porte du Dorat, datant de la fin du XVe siècle, dite Porte Bergère (nom de la rue attestée en 1424) est située à l'ouest des remparts, du côté le plus inaccessible du coteau. Elle est la seule porte fortifiée conservée en Haute-Vienne, et la seule subsistante des quatre portes de la ville au Moyen Âge. 
Avec ses cinq mâchicoulis, dont les corbeaux soutiennent des petits arcs ornés d'une accolade, elle est typique de l'époque de sa construction entre 1485 et 1539.

## Le passage
Bien exposée au couchant, elle s'ouvre entre deux fortes tours semi-circulaires, légèrement talutées, reliées par un passage abaissé à une date indéterminée. Les tours dérasées ont subi plusieurs modifications sur leurs parties hautes en 1767 (Arch. dép. de la Haute-Vienne, 1 J 494). Elles sont couvertes d'un appentis, assez différent de la charpente d'origine. La porte proprement dite est un arc faiblement brisé, de 3,50 m d'ouverture. De part et d'autre, se voient les profondes rainures dans lesquelles coulissait une herse en fer installée en 1539, dont une réplique en bois est en place depuis quelques années. En arrière de la feuillure, une double porte, dont on observe l'emplacement des gonds, pouvait se développer grâce à un palier qui n'existe plus aujourd'hui.
Au centre, le passage est protégé par une belle rangée de cinq mâchicoulis en arcs surbaissés, portés sur des corbeaux à triple révolution. Ces arcs, formant linteaux, sont joliment décorés d'une accolade typique du XVIe siècle (comme au château des Cars, Haute-Vienne).

## Les tours
Chacune des tours possède un système défensif identique, constitué de trois archères largement ébrasées vers l'intérieur, et de trois canonnières circulaires permettant un feu rasant, en partie basse (en point d'exclamation). Quatre de ces archères-canonnières sont encore bien visibles mais deux ont disparu, celle du nord ayant été transformée en porte donnant sur un jardin; quant à celle du sud, elle fut murée lors de la construction du mur de soutènement qui double le rempart désormais invisible à cet endroit. De plus, cette tour est percée, en partie haute de deux ouvertures de style néo-gothique qui sont une création du XIXe siècle.
Côté ville, sur la face interne du système fortifié, on observe, à la base de chaque tour, deux portes d'entrées, dont celle de droite est encore murée. Celle de gauche donne accès à la tour sud, vide de toute structure à l’intérieur. Sous le grand arc central, formant tympan, une console de granit semble attendre une statue disparue et vers la droite, deux fenêtres de guet ont été rouvertes dans cette tour nord dont l'intérieur est nettement plus complexe que sa voisine. Elle a repris, lors d'une première campagne de restauration, en 1987-1988, un peu de sa hauteur primitive et sa toiture a été refaite à neuf, comme celle d'ailleurs de la partie médiane surplombant les mâchicoulis.

## L'avenir
La Porte Bergère ayant été classée parmi les Monuments Historiques en décembre 1984, une bonne part de sa restauration a été réalisée. De plus, en 1993, l'achat par la ville et la démolition d'un immeuble vétuste a permis de dégager une belle perspective pour qui vient de l'Ouest. Tout n'est cependant pas terminé (toiture de la tour sud, ravalement général). Ce sera vraisemblablement l'objet d'une prochaine tranche de travaux. Cette dernière intervention devrait redonner à l'illustre Porte Bergère, une solidité à toute épreuve, lui permettant ainsi d'affronter allègrement le cap du XXIe siècle...